# Regina Belle
Regina Belle (Englewood (New Jersey), 17 juli 1963) is een Amerikaans singer-songwriter en acteur die haar muzikale loopbaan midden jaren jaren 1980 begon. Buiten haar bekende singles "Baby come to me" (1989) en "Make it like it was" (1990) is Belle vooral bekend van twee duetten met Peabo Bryson: "Without You", het liefdesthema van de komedie Leonard Part 6, opgenomen in 1987, en "A Whole New World", het hoofdthema van de Disney-tekenfilm Aladdin, opgenomen in 1992, waarmee Belle en Bryson een Grammy Award wonnen. De theme song "Far Longer than Forever" uit de animatiefilm The Swan Princess, uitgevoerd met Jeffrey Osborne, werd genomineerd voor een Golden Globe in 1995 voor Best Original Song.

## Het begin
Belle werd geboren in Englewood, New Jersey. Het was in Englewood Baptist Church en vervolgens de Paterson's Friendship Baptist Church (voorgezeten door Belles oom, eerwaarde Fred Belle), dat Belle aandacht begon te trekken met haar vocale capaciteiten. Ze zong haar eerste solo in de kerk op 8-jarige leeftijd. Belle ging naar de Dwight Morrow High School, waar ze trombone, tuba en steeldrums bespeelde. Daarna ging ze opera studeren aan de Manhattan School of Music. Op Rutgers University werd ze de eerste vrouwelijke vocalist in het jazzensemble van de school. Belle is beïnvloed door Phyllis Hyman, Billie Holiday, Shirley Caesar, Patti LaBelle en Nancy Wilson.
Ze werd voorgesteld aan de Manhattans door Vaughn Harper, radio-dj in New York, en begon te werken als hun openingsact. Ze nam het duet "Where Did We Go Wrong" op met de groep, wat hielp om de aandacht te trekken van Colombia Records. Ze tekende daar uiteindelijk ook haar platencontract.

## Loopbaan
In 1987 bracht ze haar debuutalbum "All By Myself" uit. Het bevat haar eerste hits "So Many Tears" en "Show Me The Way". In datzelfde jaar nam ze haar eerste succesvol duet met Peabo Bryson op: de song "Without You", het liefdesthema van de komediefilm Leonard Part 6, eveneens uitgebracht in 1987. De song was haar eerste single die verscheen op de hitlijst "Adult Contemporary" met als piekpositie 8 en het was ook haar eerste single die verscheen in vier hitlijsten, waaronder in de UK Singles op piekpositie 85, wat meteen haar beste positie op deze hitlijst was tot 1989. Haar volgend album "Stay With Me" kwam uit in 1989. Belle nam in 1991 een duet op met Johnny Mathis onder de naam "Better Together". Dit duet verscheen op het album "Better Together: The Duet Album". Vervolgens nam ze een aantal duetten op met Peabo Bryson: "Without You" (in 1987), "I Can't Imagine" (in 1991), "A Whole New World" (in 1992) en "Total Praise" (in 2009).
In 1993 bracht ze haar derde album "Passion" uit en bereikte hier platinum mee. Het album bevatte de Disney-hit "A Whole New World". Het themalied "Far Longer Than Forever" van de animatiefilm "The Swan Princess", uitgevoerd met Jeffrey Osborne, werd genomineerd voor een Golden Globe in 1995 voor de Best Original Song. Ze bracht "Reachin' Back" in 1995 uit gevolgd door "Believe In Me" in 1998.

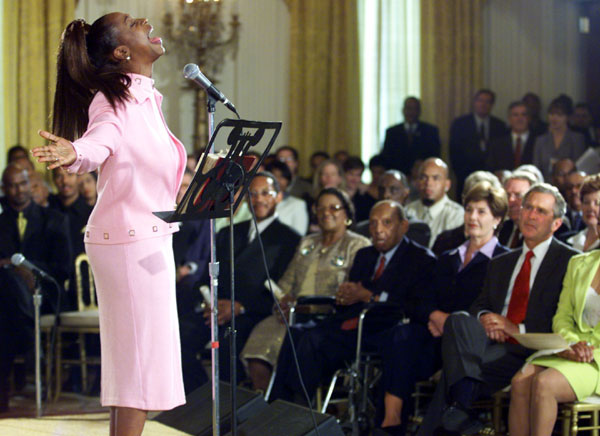
Regina Belle treedt op voor president George W. Bush en first lady Laura Bush op de Black Music Month-viering in de "East Room" van het Witte Huis op 30 juni 2001

In 2001 maakte haar cover van "Just The Two Of Us" van het tribuutalbum "To Grover, With Love" een verbazingwekkende terugkeer naar de Billboard-hitlijsten. Een paar maand later zou Belle een platencontract tekenen bij het onafhankelijke, jazz-georiënteerde muzieklabel Peak-Concord Jazz. Ze bracht vervolgens haar album "This Is Regina!" uit waarop de r&b-hitsingle "Ooh Boy" te horen is. Ook staat er op datzelfde album "Don't Wanna Go Home" en "From Now On" in samenwerking met Glenn Jones. In 2004 bracht het een jazzstandardalbum "Lazy Afternoon" uit, geproduceerd door George Duke. Het album bevatte covers van "For The Love Of You" (Isley Brothers) en "If I Ruled The World" (Tony Bennett). In 2007 werkte ze samen met smooth-jazz-saxofonist Paul Taylor, waarmee ze samen schreef aan zijn album "Ladies Choice" en waarop Belle ook te horen is.
Belle bracht haar gospeldebuutalbum "Love Forever Shines" op 13 mei 2008 uit bij Pendulum Records. De 14-delige songcollectie bevat gastartiesten als Melvin Williams (van de Williams Brothers) en Shirley Murdock.
On 5 juni bracht ze haar tweede gospelalbum "Higher" uit, waarbij Belle zei dat ze een beter idee had in welke richting ze uit wou met het album in vergeleken met "Love Forever Shines". Belle heeft reeds vele concerten ondernomen met andere zangers, onder wie Ray Charles, Boney James, Paul Taylor, The Rippingtons, Gerald Albright, Will Downing, Maze, Frankie Beverly, Phil Perry, Al Jarreau en Stephanie Mills.
In 2016 verscheen haar album "The Day Life Began".

## Discografie
| Single met hitnotering(en) in de Vlaamse Ultratop 50   | Datum van verschijnen | Datum van binnenkomst | Hoogste positie | Aantal weken | Opmerkingen |
| ------------------------------------------------------ | --------------------- | --------------------- | --------------- | ------------ | ----------- |
| A Whole New World (Aladdin's Theme) (met Peabo Bryson) | 1992                  | 22-01-1994            | 14              | 9            |             |

### Albums
| Album               | Label                   | Jaar van uitgave |
| ------------------- | ----------------------- | ---------------- |
| All By Myself       | Columbia Records        | 1987             |
| Stay With Me        | Columbia Records        | 1989             |
| Passion             | Columbia Records        | 1993             |
| Reachin' Back       | Columbia Records        | 1995             |
| Believe In Me       | MCA Records             | 1998             |
| This Is Regina      | Peak Records            | 2001             |
| Lazy Afternoon      | Peak Records            | 2004             |
| Love Forever Shines | Pendulum Records        | 2008             |
| Higher              | Pendulum Records        | 2012             |
| The Day Life Began  | Peak Records, Shanachie | 2016             |

## Privéleven
Belle verblijft in Atlanta, Georgia en is getrouwd met voormalig NBA-basketspeler John Battle sinds 1991. Samen hebben ze vier kinderen: Tiy (1989), Jayln (1991), Sydney (1994) en Nyla (10 november 1995).
Belle heeft minstens 2 kleinkinderen.

## Prijzen en nominaties
- 1991: American Music Award - Favorite Soul/R&B Female Artist (genomineerd)
- 1991: Best Female R&B Vocal Performance voor "Make It Like It Was" (genomineerd)
- 1992: Grammy Award voor "A Whole New World" (met Peabo Bryson) (gewonnen)
- 1993: MTV Awards - Best Song From a Movie: "A Whole New World" (met Peabo Bryson) (genomineerd)
- 1994: Record of the Year voor "A Whole New World" (met Peabo Bryson) (genomineerd)
- 1994: Best Pop Performance by a Duo or Group with Vocals voor "A Whole New World" (met Peabo Bryson) (gewonnen)
- 1999: Best Traditional R&B Vocal Album voor "Believe in Me" (genomineerd)
- 2002: Best Traditional R&B Vocal Album voor "This is Regina" (genomineerd)